# Караколь (озеро, Костанайский район)
Караколь (каз. Қаракөл) — озеро в Костанайском районе Костанайской области Казахстана. Находится в 4 км к юго-западу от посёлка Тиминский.
По данным топографической съёмки 1943 года, площадь поверхности озера составляет 1,77 км². Наибольшая длина озера — 2 км, наибольшая ширина — 1,3 км. Длина береговой линии составляет 5,2 км, развитие береговой линии — 1,09. Озеро расположено на высоте 176,1 м над уровнем моря.